# 中国统配煤矿总公司
中国统配煤矿总公司是中华人民共和国曾经存在的煤炭联合公司，负责管理统配煤矿和原煤炭工业部（曾在1988年国务院机构改革中被撤销）所属企事业单位（均不含东北和内蒙古煤炭工业联合公司所属部分），1988年成立，正部级单位。1993年撤销，与同时被撤销的能源部一同组建了新的煤炭工业部。

## 历史沿革
1988年，第七届全国人大通过国务院机构改革方案，其中撤销了煤炭工业部，组建了管理电力、煤炭、石油、核工业的能源部。机构改革后，煤炭工业的管理形成了多头领导、分散管理的管理体制。除系统外煤矿以外，其余的国家主要煤矿由6个单位进行管理。中国统配煤矿总公司管理关内统配煤矿及企事业单位；东北和内蒙古煤炭工业联合公司管理东北和内蒙古东部境内统配煤矿及企事业单位；中国地方煤矿公司管理全国地方煤矿；晋煤公司负责山西离石、乡宁煤田开发；国家计委归口管理的华能精煤公司，负责陕西神府东胜煤田开发；国家能源投资公司负责煤炭基建计划经营性投资的管理使用。
中国统配煤矿总公司通过河北、河南、山西、山东、四川、陕西、贵州、重庆公司分别直接管理河北、河南、山西、山东、四川、陕西、贵州、重庆等省、市境内的统配煤矿及为其服务的基建、地质、科研、设计、教育、煤机制造等企事业单位，并继续执行国家对统配煤矿的总承包。一些省煤炭厅增挂了中国统配煤矿总公司云南、湖南、江西、宁夏、内蒙古、新疆、浙江、江苏等公司的牌子；其它省、自治区、直辖市以地方管理为主管理统配煤矿，采用转包形式，纳入国家对统配煤矿的总承包。
中国统配煤矿总公司在北京先后成立了中国煤炭工业进出口总公司、中国煤炭物资经营公司、中国煤炭销售运输公司、中国煤矿机械装备公司、中国煤炭综合利用开发公司、中国煤炭工业国际技术咨询开发公司、北京华煤水煤浆技术联合中心、北京华煤工贸公司等8个子公司。
1993年3月，第八届全国人民代表大会第一次会议决定撤销能源部和中国统配煤矿总公司，再次组建煤炭工业部。